# Коинанге, Мбию
Питер Мбьюи Коинанге (англ. Peter Mbiyu Koinange; 1907, дер. Ньюну, округ Киамбаа, Британская Восточная Африка — 2 сентября 1981, Найроби, Кения) — кенийский государственный деятель, министр иностранных дел Кении (1966—1967 и 1969).

## Биография
Был старшим сыном Коинанге Ва Мбьюи, видного вождя Кикуйю во времена колониального периода в Кении.
В 1927 г. отправился для продолжения образования в Соединенные Штаты. В 1931 г. окончил
Mbiyu Koinange переехал в США в 1927 году для учёбы. [3] Он учился в Институте Хэмптона в Вирджинии, в 1935 г. — Уэслианский университет Огайо с присуждением степени бакалавра. В 1936 г. — получил однолетний аттестат в Колумбийском университете. Затем в течение года продолжил обучение Колледже святого Иоанна Кембриджского университета по Стипендии Родса, а затем ещё год — в Институте образования Лондонского университета, вернувшись в Кению в 1939 г.
После провозглашения независимости Кении, с 1963 по 1979 г. являлся депутатом парламента.
Неоднократно входил в состав правительства Кении:
- 1963—1964 гг. — министр по делам панафриканского развития,
- 1964—1966 гг. — министр образования,
- 1966—1967 и 1969 гг. — министр иностранных дел,
- 1966—1979 гг. — государственный министр в канцелярии президента.